# Калиновка (Сочи)
Кали́новка — курортный микрорайон в Лазаревском районе «города-курорта Сочи» в Краснодарском крае.

## География
Находится в северной части Лазаревского района, в междуречье рек Водопадная и Макопсинка. Расположен в 10 км к северо-западу от районного центра — Лазаревское, в 65 км от Центрального Сочи и в 133 км к югу от города Краснодар (по прямой).
Через Калиновку проходит федеральная автотрасса А-147 «Джубга-Адлер». Ближайшая станция Краснодарского отделения Северо-Кавказской железной дороги — Спутник.
Граничит с землями населённых пунктов: Вишнёвка на северо-западе и Макопсе на юго-востоке.
Калиновка расположена в предгорной лесистой местности у Черноморского побережья. Средние высоты на территории посёлка составляют около 30 метров над уровнем моря. Абсолютные высоты в окрестностях достигают 250 метров над уровнем моря.
Гидрографическая сеть представлена в основном реками Водопадная и Макопсинка, а также малыми родниковыми ручьями, несущими свои воды прямо в Чёрное море.
Климат влажный субтропический. Среднегодовая температура воздуха составляет около +13,3°С, со средними температурами июля около +23,7°С, и средними температурами января около +5,9°С. Среднегодовое количество осадков составляет около 1350 мм. Основная часть осадков выпадает в зимний период.

## История
Посёлок Калиновка был основан в конце XIX века греческими переселенцами из Малой Азии.
Первые данные о деревни Калиновка встречаются в документах 1907 года.
Деревня Калиновка по ревизии на 1 января 1917 года числилась в составе Лазаревского сельского общества Туапсинского округа Черноморской губернии.
Село Калиновское по ревизии от 26 апреля 1923 года входило в состав Вельяминовской волости Туапсинского района Черноморского округа Кубано-Черноморской области.
26 января 1925 года деревня Калиновка числилась в составе Лазаревского сельского Совета Туапсинского района Северо-Кавказского края. 16 января 1934 года село Калиновка было передано в состав Макопсинского сельсовета Туапсинского района.
21 мая 1935 года при ликвидации Туапсинского района село Калиновка передано в состав Шапсугского района, который позже был переименован в Лазаревский.
По информации Лазаревского райисполкома с августа 1954 года село Калиновка Макопсинского сельского Совета Лазаревского района ликвидировано путём соединения с селом Макопсе.
Сейчас он фактически слился с соседним посёлком Макопсе и фактически не является самостоятельным населённым пунктом, но название Калиновка продолжает использоваться. В посёлке есть улицы Сусанина и Макопсинская.

## Экономика
Основной направленностью экономики посёлка является садоводство. Выше посёлка Калиновка расположены несколько садоводческих некоммерческих товариществ.
Наиболее крупными из них являются СНТ — Калиновка, Макопсе, Обзорное и Бирюза.

## Армянская апостольская церковь

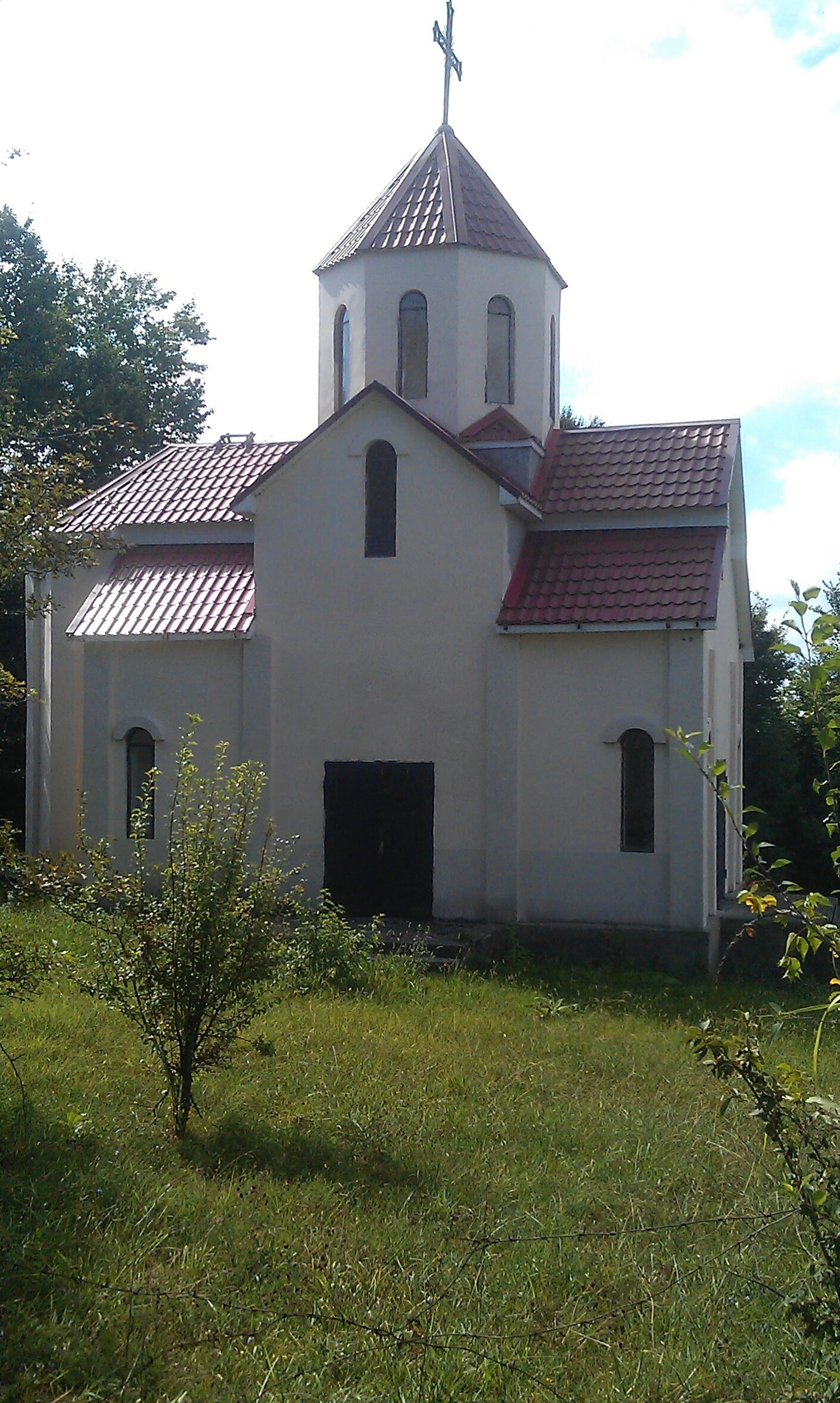

- Церковь Святого Сергия — Храм Свято́го Сарки́са (арм. Սոչիի Սուրբ Սարգիս եկեղեցի, Сурб Саркис). Храм был заложен 5 октября 1993 года, возведён в 2011 году по инициативе и при финансовой поддержке местных жителей братьев Армена и Амбарцума Мхитарянов, в честь увековечения памяти всех невинных жертв геноцида армян. В 2001 году на кладбище была возведена часовня.